# MIA (アミューズメント施設)
株式会社MIA（エムアイエー）は、かつてゲームセンターの運営を行っていた日本の企業。旧社名は株式会社UCO（UCO Co.,Ltd.）。

## 概要
2001年2月に日本ユニカの子会社として設立。2006年2月に日本ユニカよりアミューズメント施設運営事業の移管を受けた。その後は「宝島」「あそびの広場」「パラボランド」などのブランドで、東北、関東、北陸、近畿に最盛期は約30店舗を出店していた。
2007年12月期には58億7000万円の売上があった。しかしその後は、消費低迷やスマートフォンゲームの台頭、東日本大震災の影響で業績が悪化。このためUCOは2012年から、再建策として不採算店舗の閉鎖の他にも、会社分割を実施した上で、事業を複数の同業者へ譲渡した。
UCOは、2013年9月に残っていた事業を株式会社宝島ホールディングス（後の株式会社宝島を経てGENDA GiGO Entertainmentに吸収）へ譲渡したと同時に事業を停止し、商号を株式会社MIAへ変更。MIAは同年12月に解散を決議。2014年6月4日に東京地方裁判所から破産手続開始決定を受けた。負債総額は35億1000万円。
MIAは2019年4月8日に法人格が消滅した。

## 沿革
- 2001年2月15日 - 日本ユニカの子会社として設立。
- 2006年
  - 1月 - 商号を株式会社UCOへ変更。
  - 3月 - 日本ユニカからアミューズメント施設運営事業を移管。
  - 4月 - 任天堂からマリオのキャラクター使用許諾を受け、イオン浦和美園ショッピングセンター内に「マリオファクトリー浦和美園店」を開業。新潟県胎内市に阿賀野物流センターを開設。
- 2012年10月 - 「新宝島浦和美園店」にデイサービス施設である「『シニアサロン』樹楽 浦和美園」を併設。
- 2013年
  - 9月 - 残っていた事業を株式会社宝島ホールディングス（後の株式会社宝島）へ譲渡したと同時に事業停止。同時に商号を株式会社UCOから株式会社MIAへ変更。
  - 12月 - 株主総会において解散を決議。
- 2014年6月4日 - 東京地方裁判所から破産手続開始決定を受ける。
- 2019年4月8日 - 法人格消滅。

## 店舗
事業停止直前である2013年8月時点では、20店舗を展開していた。